# Patric Knowles
Reginald Lawrence Knowles (n. 11 noiembrie 1911 – d. 23 decembrie 1995) a fost un actor englez de film care s-a autodenumit Patric Knowles pentru a sugera descendența sa irlandeză.  Născut în Horsforth, West Riding of Yorkshire, a debutat ca actor de film în 1933. Cariera sa actoricească se întinde din anii 1930 până în anii 1970.
În primul său film american, Give Me Your Heart, Dă-mi inima ta (1936), lansat în Marea Britanie ca Sweet Aloes, Knowles a fost menționat ca Englezul.

## Filmografie
- Irish Hearts (1934)
- The Guv'nor (1935)
- The Girl in the Crowd (1935)
- Honours Easy (1935)
- Fair Exchange (1936)
- The Brown Wallet (1936)
- Irish for Luck (1936)
- Crown v. Stevens (1936)
- Give Me Your Heart (1936)
- The Charge of the Light Brigade (1936)
- It's Love I'm After (1937)
- Storm Over Bengal (1938)
- The Sisters (1938)
- 1938 Aventurile lui Robin Hood (The Adventures of Robin Hood), regia Michael Curtiz și William Keighley
- Four's a Crowd (1938)
- Beauty for the Asking (1939)
- Five Came Back (1939)
- Another Thin Man (1939)
- Women in War (1940)
- Married and in Love(1940)
- 1941 Ce verde era valea mea (How Green Was My Valley), r. John Ford
- 1941 Omul-lup (The Wolf Man), r. George Waggner
- 1942 Who Done It?, regia Erle C. Kenton
- The Strange Case of Doctor Rx - Jerry Church (1942)
- Lady in a Jam (1942)
- Sin Town (1942)
- Forever and a Day (1943)
- 1943 Frankenstein contra Omul-Lup (Frankenstein Meets the Wolf Man), r. Roy William Neill
- 1943 Hit the Ice, regia Charles Lamont
- Crazy House (1943)
- Pardon My Rhythm (1944)
- Chip Off the Old Block (1944)
- This Is the Life (1944)
- Kitty (1945)
- Of Human Bondage (1946)
- O.S.S. (1946)
- Monsieur Beaucaire (1946)
- Ivy (1947)
- The Big Steal (1949)
- Three Came Home (1950)
- Quebec (1951)
- Tarzan's Savage Fury (1952)
- Jamaica Run (1953)
- Flame of Calcutta (1953)
- World for Ransom (1954)
- No Man's Woman (1955)
- Band of Angels (1957)
- Auntie Mame (1958)
- The Devil's Brigade (1968)
- In Enemy Country (1968)
- Chisum (1970)
- The Man (1972)
- Terror in the Wax Museum (1973)